# Tryphosella simillima
Tryphosella simillima is een vlokreeftensoort uit de familie van de Lysianassidae. De wetenschappelijke naam van de soort is voor het eerst geldig gepubliceerd in 1985 door Ruffo.